# 1580.
◄ | 15. stoljeće | 16. stoljeće | 17. stoljeće | ►
◄ | 1550-ih | 1560-ih | 1570-ih | 1580-ih | 1590-ih | 1600-ih | 1610-ih | ►
◄◄ | ◄ | 1577. | 1578. | 1579. | 1580. | 1581. | 1582. | 1583. | ► | ►►
Arhitektura • Astronomija • Glazba • Kazalište • Kiparstvo • Knjige • Književnost • Kršćanstvo • Medicina • Politika • Pravo • Promet • Slikarstvo • Znanost

## Događaji
- osnovan Bosanski pašaluk
- u Rimu i Loretu osnovan Ilirski zavod za školovanje posebno nadarenih Hrvata.

## Rođenja
- Jozafat Kuncevič – bjelorusko-ukrajinski svetac († 1624.)

## Smrti
- 19. kolovoza – Andrea Palladio, talijanski graditelj  (* 1508.)

## Vanjske poveznice
|  | Zajednički poslužitelj ima još gradiva o temi 1580. |